# جان تامپسون
جان تامپسون (انگلیسی: John G. Thompson؛ زادهٔ ۱۳ اکتبر ۱۹۳۲) یک دانشمند در زمینه نظریه گروه‌ها اهل ایالات متحده آمریکا است.
وی همچنین برنده جوایزی همچون مدال فیلدز شده‌است.